# U Šišky
U Šišky, auch Jedlovec bzw. Jedlová Šiška (deutsch Tannzapfen) ist ein erloschener Weiler der Gemeinde Bílá Voda in Tschechien. Er liegt zwei Kilometer südlich von Złoty Stok an der polnischen Grenze und gehört zum Okres Jeseník.

## Geographie
U Šišky befindet sich im Reichensteiner Gebirge (Rychlebské hory). Westlich entspringt der Bach Pasecký potok, östlich liegt das Tal der Bílá voda. Gegen Nordosten erstreckt sich das Wildgehege Jedlovec. Im Norden erheben sich die Paseka (Alter Hau, 541 m n.m.) und der Scholzenberg (491 m n.m.), nordöstlich die Kohlkoppe (502 m n.m.), im Osten der Jahodník (Erdbeerkoppe, 576 m n.m.), südöstlich der Jelen (Hoheberg, 702 m n.m.), im Süden der Engelsberg (480 m n.m.) und der Muflon (Wiedmuthsberg, 579 m n.m.), südwestlich der Javorník (Kleiner Jauersberg, 768 m n.m.) und der Špice/Kikol (Spitzberg, 670 m n.m.) sowie westlich die Ciecierza (Weißer Berg, 654 m n.p.m.).
Nachbarorte sind Na Vyhlídce (Gucke) und Złoty Stok im Norden, Ves Bílá Voda, Městys Bílá Voda, Karlov (Karlshof) und Kamenička im Nordosten, Hundorf und Horní Hoštice im Osten, Růženec im Süden, Chwalisław und Biała Góra (Weißeberg) im Westen sowie Mąkolno (Maifritzdorf) im Nordwesten.

## Geschichte
Seit dem Mittelalter führte einer der Handelswege zwischen Schlesien und der Grafschaft Glatz über den Rosenkranzsattel. Nachdem sich Weißwasser im 18. Jahrhundert zu einem bedeutenden Wallfahrtsort entwickelt hatte, benutzten zahlreiche Pilger aus der Grafschaft diese Route.
Die älteste Erwähnung des Gasthauses „Zum Tannzapfen“ (Haus Nr. 54) erfolgte 1787. Im Jahre 1806 bestand bei dem Wirtshaus bereits eine kleine Ansiedlung. Noch im 19. Jahrhundert zog das Gasthaus unter dem Pächter August Pradel in das geräumigere herrschaftliche Jägerhaus um. Die Gastwirtschaft wurde später von der Firma Reinhold Schmidt geführt, die auch die Ausflugsgaststätte „Zur Gucke“ gepachtet hatte. Obwohl die Kolonie zwei Kilometer von Weißwasser entfernt lag, wurde sie dem Dorf Weißwasser zugerechnet, wo sich auch die Trivialschule befand. Pfarrort war Markt Weißwasser. Bis zur Mitte des 19. Jahrhunderts blieb Am Zapfen dem Gut Weißwasser untertänig.
Nach der Aufhebung der Patrimonialherrschaften bildete Tannzapfen ab 1849 eine Ansiedlung der Marktgemeinde Weißwasser im Gerichtsbezirk Jauernig. Ab 1869 gehörte Tannzapfen zum Bezirk Freiwaldau. Die Haupterwerbsquelle der Bewohner bildeten die Forstarbeit sowie etwas Ackerbau auf wenig ertragreichem Boden. Zu Beginn des 20. Jahrhunderts begann die Nutzung einiger Gebäude zu Erholungszwecken. 1921 bestand die Kolonie Tannzapfen / U Šišky aus dem Wirtshaus und sieben weiteren Häusern. Im Jahre 1929 kaufte Alfred Schroth das Gasthaus „Zum Tannzapfen“ und bewirtschaftete es bis zum Ende des Zweiten Weltkrieges; im Tanzsaal befand sich ein Orchestrion, im Lindengarten hinter dem Haus Karussells und Schaukeln für die Kinder. 1930 lebten in den acht Häusern von Tannzapfen 37 Personen. Nach dem Münchner Abkommen wurde die Kolonie 1938 dem Deutschen Reich zugesprochen und gehörte bis 1945 zum Landkreis Freiwaldau. Im Haus Nr. 56 befand sich während des Zweiten Weltkrieges ein kleineres Kriegsgefangenenlager, in dem ca. 35 polnische, französische und russische Gefangene untergebracht waren, die Arbeit im Forst zu leisten hatten. Nach dem Ende des Zweiten Weltkrieges kam die Kolonie zur Tschechoslowakei zurück und wurde nun Jedlovec genannt; die deutschsprachigen Bewohner wurden 1945 nach Deutschland vertrieben. Zugleich wurde der Grenzübergang am Rosenkranzsattel in das nun polnisch gewordene Glatzer Land geschlossen. Wegen der abgelegenen Lage fanden sich keine Neusiedler für die Häuser in Jedlovec. Im Jahre 1945 bestand Jedlovec aus neun Häusern, ständige Einwohner gab es keine mehr. Lediglich das Ausflugs- und Tanzlokal „U jedlové šišky“ wurde nun von einem Herrn Vaněk bewirtschaftet, der es jedoch bald wieder wegen des mangelndem Umsatzes aufgab. Die verlassene Kolonie wurde anschließend ausgeplündert; der örtliche Nationalausschuss Bílá Voda veräußerte die Häuser von Jedlovec schließlich zum Abbruch als Baumaterial. Die Hausruinen und Obstgärten wurden später durch die Armee beseitigt. Die JZD Bílá Voda nutzte die Wiesen von Jedlovec als Weideland; im ehemaligen Lindengarten entstand ein Unterstand für die Kühe, der später wieder abgebrochen wurde.
Von Jedlovec steht heute kein Haus mehr. Auf den Wiesen sind überbuschte Mauerreste sichtbar.

## Ortsgliederung
U Šišky ist Teil des Katastralbezirkes Bílá Voda u Javorníka.

## Sehenswürdigkeiten
- Hauerkapelle (Hauerova kaple), im Wald nördlich von U Šišky. Die größere Wegkapelle liegt am früheren Weg zur Ausflugsgaststätte Gucke.